# Турска на Светском првенству у атлетици у дворани 2003.
Турска је осми пут учествовала на Светском првенству у атлетици у дворани 2003. одржаном у Бирмингему од 14. до 16. марта. Репрезентацију Турске представљао је један такмичар, који је се такмичио у трци на 60 метара.
Такмичар Турске није освојио ниједну медаљу нити је остварио неки резултат. 

## Учесници
Мушкарци:
- Ерол Мутлусој — 60 м

## Резултати

### Мушкарци
| Атлетичар     | Дисциплина | Лични рекорд | Квалификације | Квалификације | Полуфинале           | Полуфинале           | Финале               | Финале  | Детаљи |
| Атлетичар     | Дисциплина | Лични рекорд | Резултат      | Место         | Резултат             | Место                | Резултат             | Место   | Детаљи |
| ------------- | ---------- | ------------ | ------------- | ------------- | -------------------- | -------------------- | -------------------- | ------- | ------ |
| Ерол Мутлусој | 60 м       | 6,70         | 6,83          | 5. у гр. 5    | Није се квалификовао | Није се квалификовао | Није се квалификовао | 39 / 56 |        |